# Charlie Hutchison
Charles William Duncan Hutchison (Eynsham, 10 de mayo de 1918 - Bournemouth, marzo de 1993) fue un soldado, conductor de ambulancia y activista antifascista británico-ghanés, conocido por ser el único miembro británico negro de las Brigadas Internacionales durante la guerra civil española. En España fue uno de los voluntarios más jóvenes, uno de los que más tiempo estuvo en el servicio y uno de los primeros de habla inglesa. Citando sus experiencias como hombre de color y su infancia transcurrida en un orfanato, Hutchison era un ardiente antifascista y participó en la organización de activistas antifascistas que tomaron parte en la batalla de Cable Street. Hutchison se unió inmediatamente al ejército británico después de la declaración de guerra de Gran Bretaña contra la Alemania nazi y sirvió en el ejército británico entre 1939 y 1946. Durante este tiempo, participó en la evacuación de Dunkerque, la campaña de Italia, la campaña del norte de África y la liberación del campo de concentración de Bergen-Belsen. Hutchison pasó casi 10 años participando en batallas contra varias fuerzas fascistas en toda Europa, antes de formar una familia en 1947 y vivir el resto de su vida tranquilamente en el sur de Inglaterra. A pesar de sus logros, los detalles de su vida no fueron revelados completamente a los historiadores hasta 2019, luego de un proyecto de historia iniciado por niños de una escuela de Londres.
En octubre de 2022, se inició una campaña entre activistas locales y la familia de Hutchison para recaudar fondos para erigir una estatua suya en el centro de la ciudad de Oxford, la primera de una persona negra jamás erigida en la ciudad.

## Biografía

### Primeros años de vida y orfanato
Charlie Hutchison nació en Eynsham, al oeste de Oxford, cuarto de cinco hijos de Lilly Rose de Eynsham y Charles Francis de Costa de Oro (hoy Ghana). Su padre hacía frecuentes visitas a Costa de Oro, antes de desaparecer inesperadamente, dejando a la madre de Hutchison en graves dificultades mentales y financieras. Poco después, Hutchison y una de sus hermanas fueron llevados temporalmente a un Hogar Nacional para Niños y Orfanato en Harpenden, Hertfordshire.  Después de pasar varios años en el orfanato, a Hutchison se le permitió salir y se reunió con su madre, que vivía en Fulham.
En 1935, Hutchison se había unido a la sección de la Liga de Jóvenes Comunistas (YCL) en Fulham y rápidamente se convirtió en el líder de la sección, mientras también trabajaba como conductor de camión. Como miembro destacado del movimiento comunista de Londres, ayudó a organizar la resistencia antifascista en la batalla de Cable Street contra la Unión Británica de Fascistas y jugó un papel importante en obligar a los fascistas a abandonar su marcha y retirarse.

### Guerra civil española
En diciembre de 1936, Hutchison fue a España y se unió a las Brigadas Internacionales para luchar contra el bando sublevado apoyada por la Italia fascista y la Alemania nazi durante la guerra civil española. Convertido en ametrallador, se le unieron muchos otros activistas londinenses, entre ellos Esmond Romilly (sobrino de Winston Churchill), John Cornford (bisnieto de Charles Darwin), y el intelectual del Partido Comunista Ralph Winston Fox. El batallón británico aún no estaba completamente formado cuando Hutchison llegó por primera vez a España, por lo que se unió a la compañía n.º 1, dominada por británicos e irlandeses. No sólo fue uno de los primeros voluntarios británicos y uno de los más jóvenes, sino que también fue el único voluntario británico negro o mestizo en unirse a la Brigada Internacional. Cuando se le preguntó por qué luchó en España, Hutchison respondió: «Soy mestizo, crecí en el Hogar y Orfanato Nacional de Niños. El fascismo significaba hambre y guerra». Durante su servicio, sus superiores lo describieron como «muy trabajador» y comentaron lo desarrolladas que estaban sus ideas políticas para su edad.
Hutchison luchó para las Brigadas Internacionales durante casi toda la guerra y fue enviado al frente para luchar en la batalla de Lopera poco después de llegar a España.  Durante esta batalla, sus compañeros voluntarios comunistas Fox y Cornford murieron, y Hutchison resultó gravemente herido. Según Bill Alexander del batallón Británico, Hutchison se negó a ser enviado de regreso a Gran Bretaña y, en cambio, sirvió como conductor de ambulancia para el V Cuerpo de Ejército republicano. En abril de 1937, la madre de Hutchison se puso en contacto con el gobierno republicano y les rogó que lo obligaran a regresar a Gran Bretaña. Hutchison solicitó una licencia temporal, pero debido a un error logístico, su licencia nunca le fue concedida. Continuó sirviendo a la Segunda República Española hasta diciembre de 1938, cuando regresó a Gran Bretaña para continuar su activismo como miembro del Partido Comunista de Gran Bretaña.

### Segunda Guerra Mundial
Poco después de regresar al Reino Unido, Hutchison apenas tuvo tiempo de realizar más activismo comunista cuando Gran Bretaña entró en la Segunda Guerra Mundial. Se unió inmediatamente al ejército británico y sirvió en Francia antes de participar en la evacuación de Dunkerque en 1940. Posteriormente sirvió en el norte de África, luchó en Italia y en 1944 estaba sirviendo en el ejército británico en Irán. Cerca del final de la guerra, luchó en Francia y en Alemania, donde estuvo entre los soldados que participaron en la liberación del campo de concentración de Bergen-Belsen en abril de 1945.

### Después de la guerra
Después de finalizar su servicio militar en 1946, Hutchison regresó a Fulham y en 1947 se casó con una compañera comunista llamada Patrica Holloway. Reanudó su trabajo como conductor de camión y fue miembro activo del Sindicato de Trabajadores del Transporte y Generales, y también participó activamente en el activismo contra el apartheid y en el desarme nuclear. Hutchison envió a sus hijos a escuelas dominicales de temática socialista secular. Durante la huelga de mineros del Reino Unido de 1984-1985, Charlie y su familia albergaron a los mineros en su casa.  Hutchison jugó un papel en la creación del monumento del Puente Internacional en Jubilee Gardens, Londres.
Tras pasar el resto de su vida como un dedicado activista comunista, Hutchison murió en Bournemouth en marzo de 1993, a los 74 años.

## Legado
En 2019, se celebró un evento conmemorativo en la Biblioteca Memorial Marx de Londres para celebrar la vida de Charlie Hutchison como parte del Mes de la Historia Negra. Entre los asistentes se encontraban 16 miembros de la familia de Hutchison y estudiantes del Newham Sixth Form College, que mostraron sus proyectos de arte y poesía para celebrar la vida de Hutchison y examinar sus razones para luchar en España.  Durante el evento, el hijo de Hutchison, John, habló de sus experiencias al ser criado por su padre, describiendo el amor de Charlie por el boxeo y que su casa estaba llena de "libros de Karl Marx, JD Salinger, John Steinbeck y Victor Hugo ". La investigación sobre la vida de Hutchison realizada por los mismos estudiantes de sexto curso conduciría a la creación del Centro de Estudios Africanos de su universidad. Uno de los estudiantes, Noah Anthony Enahoro, nieto del líder independentista nigeriano Anthony Enahoro, fue uno de los investigadores que presentó sus hallazgos a la familia de Hutchison.
Gran parte de la información que los historiadores conocen sobre la vida de Hutchison se ha descubierto muy recientemente y se ha registrado en unas pocas historias de la guerra civil española, dos de ellas Unlikely Warriors (2012) de Richard Baxell, y Red Lives (2020) del Partido Comunista de Gran Bretaña.
En octubre de 2022, se inició una campaña entre activistas locales y la familia de Hutchison para recaudar fondos para erigir una estatua suya en el centro de la ciudad de Oxford, que sería la primera estatua de una persona negra jamás erigida en la ciudad. En 2023, el Museo de Oxford financió la investigación para una biografía de Charlie Hutchison, cuya publicación está prevista para 2024.